# Cornegliano Laudense
Cornegliano Laudense là một đô thị ở tỉnh Lodi trong vùng Lombardia của Italia, cách khoảng 25 km về phía đông nam của Milano và khoảng 8 km west of Lodi. Tại thời điểm 31 tháng 12 năm 2004, đô thị này có dân số 2.661 người và diện tích là 5,6 km².
Đô thị Cornegliano Laudense bao gồm các frazione (đơn vị trực thuộc) Muzza, Codognino.
Cornegliano Laudense giáp các đô thị: Lodi, Lodi Vecchio, San Martino in Strada, Pieve Fissiraga, Massalengo.